# Odd Grenland Ballklubb 2011
Questa voce raccoglie le informazioni riguardanti l'Odd Grenland Ballklubb nelle competizioni ufficiali della stagione 2011.

## Stagione
L'Odd Grenland si classificò al 5º posto finale, lottando per tutta la stagione per una posizione utile per qualificarsi nelle coppe europee. All'ultima giornata, però, fu sconfitto per 3-2 dal Sarpsborg 08, formazione già retrocessa in Adeccoligaen; il Rosenborg scavalcò così l'Odd Grenland e agguantò il 3º posto in classifica, valido per la qualificazione in Europa League. L'avventura in Norgesmesterskapet terminò al quarto turno della competizione, per mano del Fredrikstad.
Steffen Hagen fu l'unico calciatore dell'Odd Grenland a giocare tutte le 34 partite disputate dalla squadra in stagione. Frode Johnsen fu il capocannoniere assoluto della formazione, con 8 reti tra campionato e coppa.

## Maglie e sponsor
Lo sponsor tecnico per la stagione 2011 fu Adidas, mentre lo sponsor ufficiale fu Skagerak. La divisa casalinga prevedeva una maglietta bianca con inserti neri, pantaloncini neri e calzettoni neri. Quella da trasferta era invece completamente nera, con inserti bianchi.
| Casa | Trasferta |

## Rosa
| N. |                     | Ruolo | Calciatore           |
| -- | ------------------- | ----- | -------------------- |
| 1  | Norvegia (bandiera) | P     | André Hansen         |
| 2  | Norvegia (bandiera) | D     | Håvard Storbæk       |
| 3  | Norvegia (bandiera) | D     | Ulf Riis             |
| 4  | Norvegia (bandiera) | D     | Morten Fevang        |
| 5  | Norvegia (bandiera) | D     | Torjus Hansén        |
| 6  | Norvegia (bandiera) | C     | Simen Brenne         |
| 7  | Norvegia (bandiera) | C     | Tommy Svindal Larsen |
| 8  | Norvegia (bandiera) | C     | Jone Samuelsen       |
| 9  | Svezia (bandiera)   | A     | Mattias Andersson    |
| 10 | Norvegia (bandiera) | C     | Magnus Lekven        |
| 11 | Norvegia (bandiera) | A     | Frode Johnsen        |
| 13 | Norvegia (bandiera) | A     | Magnus Myklebust     |
| 14 | Norvegia (bandiera) | D     | Fredrik Semb Berge   |

| N. |                     | Ruolo | Calciatore        |
| -- | ------------------- | ----- | ----------------- |
| 15 | Norvegia (bandiera) | A     | Elbasan Rashani   |
| 16 | Norvegia (bandiera) | C     | Alexander Corovic |
| 17 | Norvegia (bandiera) | D     | Emil Jonassen     |
| 18 | Norvegia (bandiera) | C     | Herolind Shala    |
| 18 | Norvegia (bandiera) | C     | Erik Midtgarden   |
| 19 | Norvegia (bandiera) | A     | Snorre Krogsgård  |
| 21 | Norvegia (bandiera) | D     | Steffen Hagen     |
| 22 | Norvegia (bandiera) | A     | Torgeir Børven    |
| 23 | Norvegia (bandiera) | D     | Niklas Gunnarsson |
| 24 | Ghana (bandiera)    | D     | Paul Addo         |
| 25 | Nigeria (bandiera)  | A     | White Agwuocha    |
| 25 | Norvegia (bandiera) | C     | Qendrim Lipoveci  |
| 30 | Norvegia (bandiera) | P     | Andreas Lie       |

## Calciomercato

### Sessione invernale(dal 01/01 al 31/03)
| Acquisti | Acquisti        | Acquisti   | Acquisti |
| R.       | Nome            | da         | Modalità |
| -------- | --------------- | ---------- | -------- |
| P        | André Hansen    | svincolato |          |
| D        | Paul Addo       | Løv-Ham    | prestito |
| D        | Ulf Riis        | svincolato |          |
| C        | Erik Midtgarden | svincolato |          |
| A        | Frode Johnsen   | svincolato |          |

| Cessioni | Cessioni           | Cessioni | Cessioni   |
| R.       | Nome               | a        | Modalità   |
| -------- | ------------------ | -------- | ---------- |
| P        | Árni Gautur Arason |          | svincolato |
| P        | Dag Ole Thomassen  |          | svincolato |
| A        | Bentley            | Brann    | definitivo |

### Sessione estiva(dal 01/08 al 31/08)
| Acquisti | Acquisti       | Acquisti | Acquisti   |
| R.       | Nome           | da       | Modalità   |
| -------- | -------------- | -------- | ---------- |
| C        | Herolind Shala | Notodden | definitivo |

| Cessioni | Cessioni        | Cessioni      | Cessioni |
| R.       | Nome            | a             | Modalità |
| -------- | --------------- | ------------- | -------- |
| D        | Torjus Hansén   |               | ritiro   |
| C        | Erik Midtgarden | Flora Tallinn | prestito |

## Risultati

### Tippeligaen

#### Girone di andata
| Arbitro: | Skjerven (Kaupanger) |

|  |           |                      |
|  | Marcatori | 45’ Hoff 61’ Olufemi |

| Arbitro: | Edvartsen (Hamar) |

|           |           |                                                    |
| Bakke 43’ | Marcatori | 3’ Børven 60’ Samuelsen 71’ Johnsen 84’ Midtgarden |

| Arbitro: | Sælen (Bergen) |

|                       |           |  |
| Kamara 37’ Berget 71’ | Marcatori |  |

| Arbitro: | Hafsås |

|                  |           |                         |
| Johnsen 58’, 88’ | Marcatori | 25’ Phillips 81’ Larsen |

| Arbitro: | Staberg |

|                                |           |               |
| Fevang 65’ (aut.) Johansen 68’ | Marcatori | 78’ Andersson |

| Arbitro: | Sandmoen |

|            |           |  |
| Fevang 44’ | Marcatori |  |

| Arbitro: | Staberg |

|                  |           |             |
| Val. Berisha 79’ | Marcatori | 28’ Johnsen |

| Arbitro: | Johnsen |

|                           |           |                                               |
| Johnsen 16’ Andersson 43’ | Marcatori | 78’ (rig.) Gunnarsson 86’ Hammer 89’ Pálmason |

| Arbitro: | Johnsen |

|                        |           |  |
| Mjelde 30’ Bentley 30’ | Marcatori |  |

| Arbitro: | Skjerven (Kaupanger) |

|                                          |           |                                  |
| Brenne 18’ Johnsen 31’ Larsen 86’ (aut.) | Marcatori | 33’ Prica 73’ Bakenga 87’ Dorsin |

| Arbitro: | Hagen (Grue) |

|             |           |               |
| Sundgot 76’ | Marcatori | 52’ Myklebust |

| Arbitro: | Staberg |

|           |           |          |
| Hagen 56’ | Marcatori | 18’ Muri |

| Arbitro: | Sandmoen |

|  |           |             |
|  | Marcatori | 21’ Storbæk |

| Arbitro: | Edvartsen (Hamar) |

|             |           |  |
| Johnsen 90’ | Marcatori |  |

| Arbitro: | Berntsen (Vang) |

|                               |           |            |
| Đurđić 33’ (rig.) Bamberg 55’ | Marcatori | 37’ Brenne |

#### Girone di ritorno
| Arbitro: | Øvrebø (Oslo) |

|            |           |                                          |
| Brenne 31’ | Marcatori | 68’ Kippe 90’ Sigurðarson 90’ Omoijuanfo |

| Arbitro: | Staberg |

|  |           |                       |
|  | Marcatori | 71’ (aut.) dos Santos |

| Arbitro: | Berntsen (Vang) |

|                     |           |                                   |
| Brenne 59’ Addo 84’ | Marcatori | 23’ Ojo 37’ Guastavino 63’ Haugen |

| Arbitro: | Helgerud (Lier) |

|  |           |            |
|  | Marcatori | 60’ Børven |

| Arbitro: | Hagen (Grue) |

|                                            |           |                  |
| Storbæk 26’, 74’, 89’ Bjarnason 54’ (aut.) | Marcatori | 80’, 90’ Nevland |

| Arbitro: | Sælen (Bergen) |

|                                                                                     |           |  |
| Bakenga 4’ Prica 14’, 26’ Henriksen 32’ Midtsjø 78’ Samuelsen 83’ (aut.) Lustig 86’ | Marcatori |  |

| Arbitro: | Sandmoen |

|                       |           |                 |
| Børven 17’ Brenne 85’ | Marcatori | 50’ Elyounoussi |

| Arbitro: | Hansen |

|              |           |                                      |
| Pálmason 82’ | Marcatori | 49’ Børven 69’ Storbæk 90’ Samuelsen |

| Arbitro: | Øvrebø (Oslo) |

|                                             |           |                   |
| Storbæk 27’ Fevang 48’ (rig.) Samuelsen 90’ | Marcatori | 16’ (aut.) Fevang |

| Arbitro: | Døvle |

|            |           |  |
| Børven 69’ | Marcatori |  |

| Molde 16 ottobre 2011, ore 18:00 26ª giornata | Molde            | 0 – 0 referto | Odd Grenland | Aker Stadion (9.095 spett.)\| Arbitro: \| Moen (Haugesund) \| |
| Arbitro:                                      | Moen (Haugesund) |               |              |                                                               |

| Arbitro: | Edvartsen (Hamar) |

|            |           |  |
| Børven 50’ | Marcatori |  |

| Arbitro: | Sandmoen |

|                 |           |                                          |
| Årst 65’ (rig.) | Marcatori | 34’ Børven 62’ Storbæk 90’ (rig.) Fevang |

| Arbitro: | Sælen (Bergen) |

|                   |           |  |
| Fevang 24’ (rig.) | Marcatori |  |

| Arbitro: | Hafsås |

|                            |           |                          |
| Wiig 7’ Hoås 9’ Breive 37’ | Marcatori | 23’ Fevang 49’ Krogsgård |

### Coppa di Norvegia
| Arbitro: | Johnsen |

|                       |           |                                       |
| Gunnarsson 79’ (rig.) | Marcatori | 24’ Riis 53’, 55’ Hagen 63’ Myklebust |

| Arbitro: | Håversen |

|  |           |                           |
|  | Marcatori | 28’ Andersson 70’ Johnsen |

| Arbitro: | Edvartsen (Hamar) |

|           |           |                  |
| Güven 39’ | Marcatori | 51’, 110’ Brenne |

| Arbitro: | Staberg |

|               |           |                          |
| Samuelsen 12’ | Marcatori | 51’ Martinsen 58’ Borges |

## Statistiche

### Statistiche di squadra
| Competizione      | Punti | In casa | In casa | In casa | In casa | In casa | In casa | In trasferta | In trasferta | In trasferta | In trasferta | In trasferta | In trasferta | Totale | Totale | Totale | Totale | Totale | Totale | DR |
| Competizione      | Punti | G       | V       | N       | P       | Gf      | Gs      | G            | V            | N            | P            | Gf           | Gs           | G      | V      | N      | P      | Gf     | Gs     | DR |
| ----------------- | ----- | ------- | ------- | ------- | ------- | ------- | ------- | ------------ | ------------ | ------------ | ------------ | ------------ | ------------ | ------ | ------ | ------ | ------ | ------ | ------ | -- |
| Tippeligaen       | 48    | 15      | 8       | 3       | 4       | 25      | 21      | 15           | 6            | 3            | 6            | 19           | 23           | 30     | 14     | 6      | 10     | 44     | 44     | 0  |
| Coppa di Norvegia | -     | 1       | 0       | 0       | 1       | 1       | 2       | 3            | 3            | 0            | 0            | 8            | 2            | 4      | 3      | 0      | 1      | 9      | 4      | +5 |
| Totale            | -     | 16      | 8       | 3       | 5       | 26      | 23      | 18           | 9            | 3            | 6            | 27           | 25           | 34     | 17     | 6      | 11     | 53     | 48     | +5 |

### Statistiche dei giocatori
| Giocatore     | Tippeligaen | Tippeligaen | Tippeligaen | Tippeligaen | Coppa di Norvegia | Coppa di Norvegia | Coppa di Norvegia | Coppa di Norvegia | Totale   | Totale | Totale      | Totale     |
| Giocatore     | Presenze    | Reti        | Ammonizioni | Espulsioni  | Presenze          | Reti              | Ammonizioni       | Espulsioni        | Presenze | Reti   | Ammonizioni | Espulsioni |
| ------------- | ----------- | ----------- | ----------- | ----------- | ----------------- | ----------------- | ----------------- | ----------------- | -------- | ------ | ----------- | ---------- |
| P. Addo       | 22          | 1           | 2           | 0           | 4                 | 0                 | 0                 | 0                 | 26       | 1      | 2           | 0          |
| W. Agwuocha   | 2           | 0           | 0           | 0           | 0                 | 0                 | 0                 | 0                 | 2        | 0      | 0           | 0          |
| M. Andersson  | 7           | 2           | 1           | 0           | 2                 | 1                 | 0                 | 0                 | 9        | 3      | 1           | 0          |
| F. Berge      | 12          | 0           | 2           | 0           | 0                 | 0                 | 0                 | 0                 | 12       | 0      | 2           | 0          |
| T. Børven     | 19          | 7           | 1           | 0           | 0                 | 0                 | 0                 | 0                 | 19       | 7      | 1           | 0          |
| S. Brenne     | 27          | 5           | 2           | 1           | 2                 | 2                 | 0                 | 0                 | 29       | 7      | 2           | 1          |
| A. Corovic    | 0           | 0           | 0           | 0           | 1                 | 0                 | 0                 | 0                 | 1        | 0      | 0           | 0          |
| M. Fevang     | 28          | 5           | 5           | 0           | 4                 | 0                 | 0                 | 0                 | 32       | 5      | 5           | 0          |
| N. Gunnarsson | 0           | 0           | 0           | 0           | 0                 | 0                 | 0                 | 0                 | 0        | 0      | 0           | 0          |
| S. Hagen      | 30          | 1           | 1           | 0           | 4                 | 2                 | 0                 | 0                 | 34       | 3      | 1           | 0          |
| A. Hansen     | 30          | 0           | 2           | 0           | 3                 | 0                 | 0                 | 0                 | 33       | 0      | 2           | 0          |
| T. Hansén     | 16          | 0           | 1           | 0           | 2                 | 0                 | 0                 | 0                 | 18       | 0      | 1           | 0          |
| F. Johnsen    | 23          | 7           | 0           | 0           | 4                 | 1                 | 0                 | 0                 | 27       | 8      | 0           | 0          |
| E. Jonassen   | 9           | 0           | 0           | 0           | 0                 | 0                 | 0                 | 0                 | 9        | 0      | 0           | 0          |
| S. Krogsgård  | 24          | 1           | 1           | 0           | 4                 | 0                 | 0                 | 0                 | 28       | 1      | 1           | 0          |
| T. Larsen     | 23          | 0           | 1           | 0           | 4                 | 0                 | 0                 | 0                 | 27       | 0      | 1           | 0          |
| M. Lekven     | 30          | 0           | 2           | 0           | 4                 | 1                 | 0                 | 0                 | 34       | 1      | 2           | 0          |
| A. Lie        | 0           | 0           | 0           | 0           | 1                 | 0                 | 0                 | 0                 | 1        | 0      | 0           | 0          |
| Q. Lipoveci   | 0           | 0           | 0           | 0           | 0                 | 0                 | 0                 | 0                 | 0        | 0      | 0           | 0          |
| E. Midtgarden | 14          | 1           | 0           | 0           | 4                 | 0                 | 0                 | 0                 | 18       | 1      | 0           | 0          |
| M. Myklebust  | 15          | 1           | 1           | 0           | 3                 | 1                 | 0                 | 0                 | 18       | 2      | 1           | 0          |
| E. Rashani    | 16          | 0           | 0           | 0           | 1                 | 0                 | 0                 | 0                 | 17       | 0      | 0           | 0          |
| U. Riis       | 11          | 0           | 1           | 0           | 2                 | 1                 | 0                 | 0                 | 13       | 1      | 1           | 0          |
| J. Samuelsen  | 28          | 3           | 5           | 0           | 4                 | 1                 | 0                 | 0                 | 32       | 4      | 5           | 0          |
| H. Shala      | 4           | 0           | 0           | 0           | 0                 | 0                 | 0                 | 0                 | 4        | 0      | 0           | 0          |
| H. Storbæk    | 25          | 7           | 1           | 0           | 3                 | 0                 | 0                 | 0                 | 28       | 7      | 1           | 0          |